# Megan Burns
Megan Burns (Liverpool, 25 giugno 1986) è una musicista e attrice inglese.

## Biografia
Ha interpretato il ruolo di Hannah nel film 28 giorni dopo.
Alla Mostra internazionale d'arte cinematografica di Venezia del 2000 ha ricevuto Premio Marcello Mastroianni per la sua interpretazione nel film Liam.

## Filmografia
- Liam, regia di Stephen Frears (2000)
- 28 giorni dopo (28 Days Later), regia di Danny Boyle (2002)